# Møllehøj
Møllehøj är det egentliga Danmarks högsta naturliga punkt (däremot finns det betydligt högre berg i konungariket Danmark, nämligen på Färöarna och på Grönland). Møllehøj är 170,86 meter över havet och ligger 200 meter nordväst om Ejer Bavnehøj i Skanderborgs kommun i Jylland.

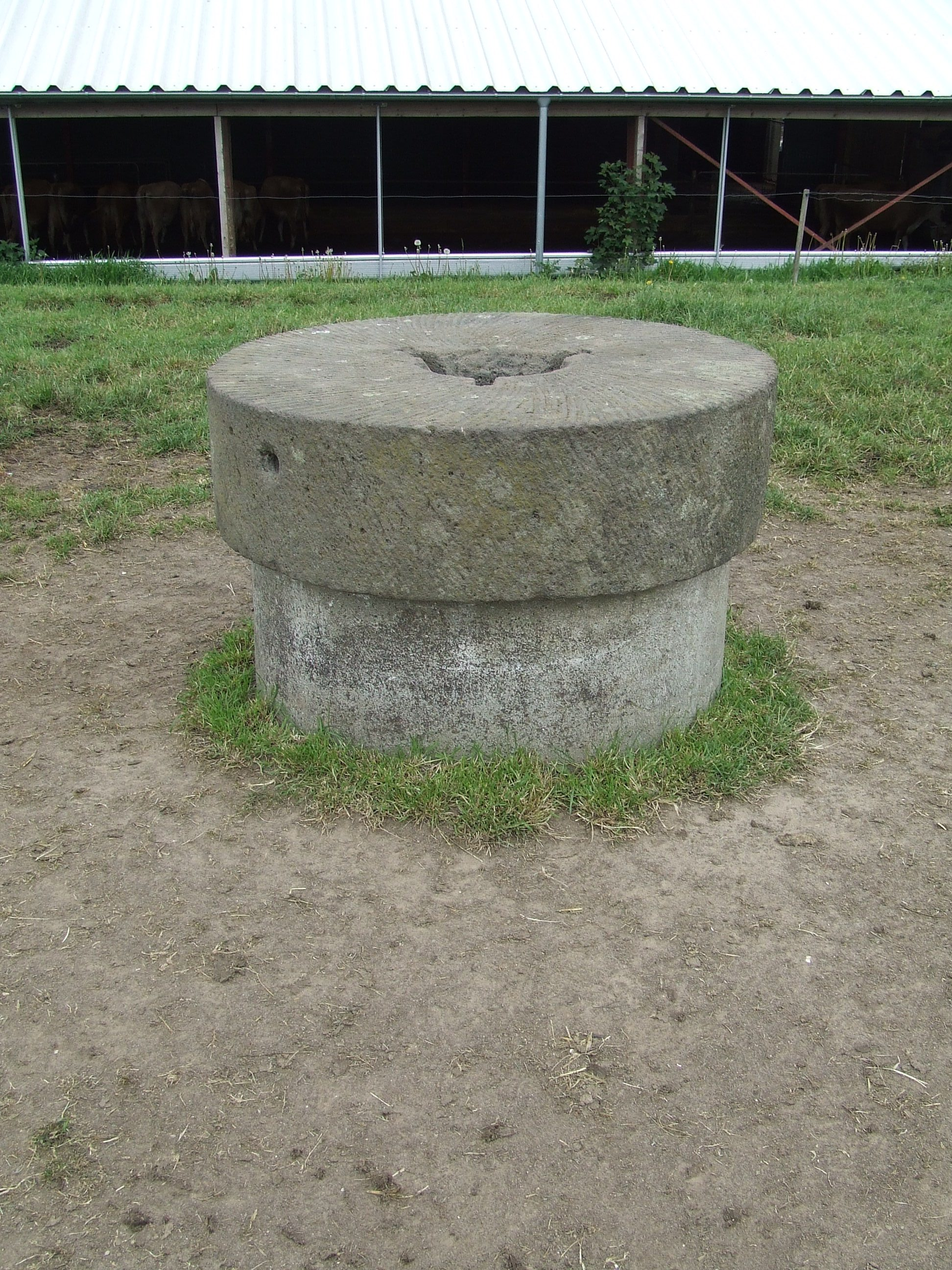
En kvarnsten på Møllehøj markerar Danmarks högsta höjd (kvarnstenen räknas inte in i höjden).

Berget kom till mer allmän kännedom i sin egenskap av högsta punkt 2005 då nya mätningar visade att detta var Danmarks högsta punkt. Innan dess hävdade man att Yding Skovhøj var Danmarks högsta punkt, men det ändrades när man bestämde sig för att inte räkna med människoskapade påbyggnader i höjdmåttet och Yding Skovhøj har en bronsåldershög på toppen. Fram till 1847 trodde man för övrigt att Himmelbjerget var Danmarks högsta punkt.
Møllehøj har fått sitt namn efter den väderkvarn, en jordmölla, som stod på toppen. Kvarnen brann ner 1917 och kvarnstenen på toppen är det enda som finns kvar.
Stora Bältbrons pyloner är ännu högre (254 meter) fast givetvis också människoskapade.